# 第一次坪村南山戰鬥
第一次坪村南山战斗，美军称"First Battle of the Hook"，是中国人民志愿军在朝鲜战争的1952年秋季反击战役中的一次营级“拔点”出击作战，歼灭美军精锐陆战队一个步兵营。
该山位于朝鲜战场地面战线的最西端，距离临津江北岸7～8公里，“联合国军”称之为“鐵鉤”（Hook）高地。1952年3月，美国海军陆战队第一师接受防务，构筑了Jamestown防线。1952年7月中国人民志愿军第四十军接替了第六十三军的防御任务，部署在了陆战一师的当面。
1952年10月26日晚，中国人民志愿军第357团3个连的兵力突然攻占了陆战一师据守的坪村南山阵地（美军称之为钩子山Hook），并于28日早晨撤回。美军战史称这次战斗中美军阵亡70人，有386人负伤，39人失踪；确认击毙中国人民志愿军274人，伤73人；另外可能击毙中国人民志愿军494人，击伤370人，共计1211人。
1952年11月18日中国人民志愿军第357团再次攻占坪村南山，歼灭守卫阵地的美军。
到1952年12月下旬，中国人民志愿军第四十军军部率领主力第118师、第119师北上朝鲜半岛峰腰部西海岸，担负反空降反登陆的志愿军总预备队任务，防御阵地由中国人民志愿军第四十六军接防，第120师调归第四十六军担负第一线守备作战。